# フジテレビ系列日曜夜9時枠の連続ドラマ
フジテレビ系列日曜夜9時枠の連続ドラマ（フジテレビけいれつにちようよるくじわくのれんぞくドラマ）は、過去3期にわたってフジテレビ系列で毎週日曜21:00 - 21:54（JST）に放送されていた、テレビドラマの放送枠である。こちらの項目ではフジテレビ・関西テレビ双方の制作作品いずれに関しても詳述。同時間帯で放送された枠名付きのドラマ枠に関しては関連項目の項を参照。

## 放送作品一覧
第1期（関西テレビ制作）
- どてらい男シリーズ（主演：西郷輝彦） - 『白雪劇場』との枠交換で、火曜22:00より移動。
  - どてらい男　戦後篇　（1975年4月6日-9月28日）
  - どてらい男　激動篇　（1975年10月5日-1976年3月28日）
  - どてらい男　死闘篇　（1976年4月4日-9月26日）
  - どてらい男　総決算篇　（1976年10月3日 - 1977年3月27日）
- さわやかな男シリーズ（主演：柴俊夫）
  - さわやかな男（1977年4月3日 - 7月3日）
  - さわやかな男　太陽編（1977年7月10日 - 10月2日）
  - さわやかな男　商人編（1977年10月9日 - 1978年3月26日）
- 汽笛が響く!（1978年4月2日 - 7月23日、主演：藤岡弘）

第2期（関西テレビ制作）
- 一発逆転（1978年10月15日 - 1979年1月28日、主演：篠田三郎）
- 標的（1979年2月4日 - 3月25日、主演：秋吉久美子）
- 刑事鉄平（1979年4月1日 - 7月8日、主演：西郷輝彦）

第3期（フジテレビ制作）
- OUR HOUSE（2016年4月17日 - 6月12日、主演：芦田愛菜、シャーロット・ケイト・フォックス）
- HOPE〜期待ゼロの新入社員〜（2016年7月17日 - 9月18日、主演：中島裕翔）
- キャリア〜掟破りの警察署長〜（2016年10月9日 - 12月11日、主演：玉木宏）
- 大貧乏（2017年1月8日 - 3月12日、主演：小雪）
- 櫻子さんの足下には死体が埋まっている（2017年4月23日 - 6月25日、主演：観月ありさ、藤ヶ谷太輔）
- 警視庁いきもの係（2017年7月9日 - 9月10日、主演：渡部篤郎）※日9ドラマ 最終作

## 参考・以前の日曜夜9時枠の連続ドラマ
第1期（関西テレビ制作）
- 侍（1960年11月6日 - 1961年5月14日、オムニバス作品） - ここから21:00 - 21:45枠。
- 検事（1961年5月21日 - 1963年6月9日、主演：宇津井健） - ここまで21:00 - 21:45枠。
- 全員降下せよ（1963年6月16日 - 10月27日、主演：二本柳寛） - ここから21:00 - 21:30枠。

第2期（フジテレビ制作）
- 甲州遊侠伝・俺はども安（1965年2月14日 - 8月8日、主演：砂塚秀夫）
- 柔道水滸伝（1965年8月15日 - 1966年4月24日、主演：平井昌一）
- ブルーライト作戦（1966年5月1日 - 8月21日、主演：ロバート・グーレ(吹替：納谷悟朗)） - 唯一の海外作品。
- ただいま見習中（1966年8月28日 - 1967年4月2日、オムニバス作品）
- おにいさん（1967年4月9日 - 10月1日、主演：川崎敬三）
- お嬢さん（1967年10月8日 - 1968年3月。主演：生田悦子）

第3期（フジテレビ制作）
- あひるヶ丘77（1968年10月6日 - 1969年3月30日、主演：桜井センリ）

（なお、この間の1969年4月6日はつなぎ番組「春の歌謡スターパレード」を放送。）
- まだ見ぬアナタ（1969年4月13日 - 7月27日、主演：浜美枝）

第4期（フジテレビ制作）
- わたしはカモちゃん（1969年10月5日 - 1970年3月29日、主演：江利チエミ）

（参考：「タイムテーブルからみたフジテレビ50年史」10頁〜44頁）

## 第3期（2016年4月17日 - 2017年9月10日）のネット局
| 放送対象地域   | 放送局                    | 系列                          | 放送曜日・時間     | ネット状況 |
| -------------- | ------------------------- | ----------------------------- | ------------------ | ---------- |
| 関東広域圏     | フジテレビ（CX）          | フジテレビ系列                | 日曜 21:00 - 21:54 | 制作局     |
| 北海道         | 北海道文化放送（uhb）     | フジテレビ系列                | 日曜 21:00 - 21:54 | 同時ネット |
| 岩手県         | 岩手めんこいテレビ（mit） | フジテレビ系列                | 日曜 21:00 - 21:54 | 同時ネット |
| 宮城県         | 仙台放送（OX）            | フジテレビ系列                | 日曜 21:00 - 21:54 | 同時ネット |
| 秋田県         | 秋田テレビ（AKT）         | フジテレビ系列                | 日曜 21:00 - 21:54 | 同時ネット |
| 山形県         | さくらんぼテレビ（SAY）   | フジテレビ系列                | 日曜 21:00 - 21:54 | 同時ネット |
| 福島県         | 福島テレビ（FTV）         | フジテレビ系列                | 日曜 21:00 - 21:54 | 同時ネット |
| 新潟県         | 新潟総合テレビ（NST）     | フジテレビ系列                | 日曜 21:00 - 21:54 | 同時ネット |
| 長野県         | 長野放送（NBS）           | フジテレビ系列                | 日曜 21:00 - 21:54 | 同時ネット |
| 静岡県         | テレビ静岡（SUT）         | フジテレビ系列                | 日曜 21:00 - 21:54 | 同時ネット |
| 富山県         | 富山テレビ（BBT）         | フジテレビ系列                | 日曜 21:00 - 21:54 | 同時ネット |
| 石川県         | 石川テレビ（ITC）         | フジテレビ系列                | 日曜 21:00 - 21:54 | 同時ネット |
| 福井県         | 福井テレビ（FTB）         | フジテレビ系列                | 日曜 21:00 - 21:54 | 同時ネット |
| 中京広域圏     | 東海テレビ（THK）         | フジテレビ系列                | 日曜 21:00 - 21:54 | 同時ネット |
| 近畿広域圏     | 関西テレビ（KTV）         | フジテレビ系列                | 日曜 21:00 - 21:54 | 同時ネット |
| 島根県・鳥取県 | 山陰中央テレビ（TSK）     | フジテレビ系列                | 日曜 21:00 - 21:54 | 同時ネット |
| 岡山県・香川県 | 岡山放送（OHK）           | フジテレビ系列                | 日曜 21:00 - 21:54 | 同時ネット |
| 広島県         | テレビ新広島（tss）       | フジテレビ系列                | 日曜 21:00 - 21:54 | 同時ネット |
| 愛媛県         | テレビ愛媛（EBC）         | フジテレビ系列                | 日曜 21:00 - 21:54 | 同時ネット |
| 高知県         | 高知さんさんテレビ（KSS） | フジテレビ系列                | 日曜 21:00 - 21:54 | 同時ネット |
| 福岡県         | テレビ西日本（TNC）       | フジテレビ系列                | 日曜 21:00 - 21:54 | 同時ネット |
| 佐賀県         | サガテレビ（STS）         | フジテレビ系列                | 日曜 21:00 - 21:54 | 同時ネット |
| 長崎県         | テレビ長崎（KTN）         | フジテレビ系列                | 日曜 21:00 - 21:54 | 同時ネット |
| 熊本県         | テレビくまもと（TKU）     | フジテレビ系列                | 日曜 21:00 - 21:54 | 同時ネット |
| 鹿児島県       | 鹿児島テレビ（KTS）       | フジテレビ系列                | 日曜 21:00 - 21:54 | 同時ネット |
| 沖縄県         | 沖縄テレビ（OTV）         | フジテレビ系列                | 日曜 21:00 - 21:54 | 同時ネット |
| 大分県         | テレビ大分（TOS）         | 日本テレビ系列 フジテレビ系列 | 月曜（日曜深夜）   | 遅れネット |